# Michał Płotka
Michał Płotka (ur. 11 czerwca 1988 w Pucku) – polski piłkarz grający na pozycji lewego, prawego i środkowego obrońcy oraz środkowego pomocnika defensywnego.

## Kariera piłkarska
Płotka jest wychowankiem Korony Żelistrzewo, następnie występował w Starcie Mrzezino. Jesienią 2006 roku trafił do Arki Gdynia. Początkowo grał w rozgrywkach Pucharu Ekstraklasy, następnie był wypożyczony do Cartusii Kartuzy. Na sezon 2007/2008 został wypożyczony do drugoligowego Motoru Lublin, w którym był podstawowym zawodnikiem. Latem 2008 roku powrócił do Arki. W lipcu 2012 roku podpisał roczny kontrakt z Wartą Poznań, z której odszedł na początku 2013 roku.